# 2007年オーストラリアグランプリ
2007年オーストラリアグランプリは、2007年のF1世界選手権第1戦として、2007年3月18日にアルバートパークサーキットで開催された。正式名称は"2007 FORMULA1 ING Australian Grand Prix"
2006年は開幕戦はバーレーンで行われたため第3戦となったが（2006年はコモンウェルスゲームズ（英連邦大会）開催の関係で、バーレーンに開幕戦を譲ることとなった）、2007年は再び開幕戦となった。

## 予選

### 展開

#### Q1
クリスチャン・アルバースが真っ先にコースイン。続いてスーパーアグリとホンダのそれぞれ2台、ラルフ・シューマッハら計12台のマシンがコースへ。各マシンがタイムを刻んでいき最初にタイムをマークしたのはアルバースで1分32秒300。
開始7分、ルイス・ハミルトンがコースインすると、全セクターでファステストを出して1分26秒674でトップに立つ。直後に今度はフェルナンド・アロンソがアタックへ向かい、3番手のマーク・ウェバーのタイムを1.102秒更新してマクラーレンがワンツー態勢。
セッション残り4分でキミ・ライコネンが1分26秒644のタイムを出しトップに浮上。
Q1ではルーベンス・バリチェロ、スコット・スピード、デビッド・クルサード、ヴィタントニオ・リウッツィ、エイドリアン・スーティル、アルバースの6台がノックアウトとなった。
また第1ピリオド突破を目指していたスーパーアグリの2台は、アンソニー・デビッドソンが8番手、佐藤琢磨が12番手となり、Q2初進出となった。

#### Q2
Q2が始まり、ジャンカルロ・フィジケラが好調な走りを見せ1分26秒545でトップに立つ。その後ハミルトンがアタックへ向かい、第1、2セクターでファステストをマークして、1分25秒577でトップに浮上。アロンソも、1分25秒326を出しチームメイトのタイムを更新しマクラーレンがワンツー体制。ハイドフェルドも1分25秒台のタイムをマークするものの、アロンソには僅かに及ばす2番手。以下3番手ハミルトン、4番手ライコネン、5番手クビカ、6番手フィジケラ、7番手ウェーバー、8番手ヤルノ・トゥルーリ、9番手ラルフ・シューマッハー、10番手佐藤琢磨というトップ10。
Q2ではデイビッドソン、ニコ・ロズベルグ、ヘイキ・コバライネン、ジェンソン・バトン、アレクサンダー・ブルツ、フェリペ・マッサの6台がノックアウト。
また、スーパーアグリの2台は予期せぬパフォーマンスであり、Q3の準備が出来ていなかったようでおぼつかない様子。

#### Q3
残り10台で争われるQ3。燃料消費走行を各マシンが続ける中、Q3残り8分過ぎあたりからアタックへ向かうマシンが出る。まずフィジケラが1分27秒925でトップに立つ。そしてハミルトン、アロンソが続けてトップタイムを更新するものの、それ以上の速さを見せたのはライコネン。残り約3分のところで、アタックに向かい1分26秒072のタイムを叩き出しトップに立つ。
その後もライコネンのタイムを更新するドライバーは現れず、ライコネンの通算13回目のポールポジションが決定した。

### 結果
| 順位 | No | ドライバー                 | チーム                     | マシン | Q1       | Q2       | Q3       |
| ---- | -- | -------------------------- | -------------------------- | ------ | -------- | -------- | -------- |
| 1    | 6  | キミ・ライコネン           | フェラーリ                 | F2007  | 1'26.644 | 1'25.644 | 1'26.072 |
| 2    | 1  | フェルナンド・アロンソ     | マクラーレン               | MP4-22 | 1'26.697 | 1'25.326 | 1'26.493 |
| 3    | 9  | ニック・ハイドフェルド     | BMWザウバー                | F1.07  | 1'26.895 | 1'25.358 | 1'26.556 |
| 4    | 2  | ルイス・ハミルトン         | マクラーレン               | MP4-22 | 1'26.674 | 1'25.577 | 1'26.755 |
| 5    | 10 | ロバート・クビサ           | BMWザウバー                | F1.07  | 1'26.696 | 1'25.882 | 1'27.347 |
| 6    | 3  | ジャンカルロ・フィジケラ   | ルノー                     | R27    | 1'27.270 | 1'25.944 | 1'27.634 |
| 7    | 15 | マーク・ウェバー           | レッドブル・レーシング     | RB3    | 1'26.978 | 1'26.623 | 1'27.934 |
| 8    | 12 | ヤルノ・トゥルーリ         | トヨタ                     | TF107  | 1'27.014 | 1'26.688 | 1'28.404 |
| 9    | 11 | ラルフ・シューマッハ       | トヨタ                     | TF107  | 1'27.328 | 1'26.739 | 1'28.692 |
| 10   | 22 | 佐藤琢磨                   | スーパーアグリ             | SA07   | 1'27.365 | 1'26.758 | 1'28.871 |
| 11   | 23 | アンソニー・デビッドソン   | スーパーアグリ             | SA07   | 1'26.986 | 1'26.909 |          |
| 12   | 16 | ニコ・ロズベルグ           | ウィリアムズ               | FW29   | 1'27.596 | 1'26.914 |          |
| 13   | 4  | ヘイキ・コバライネン       | ルノー                     | R27    | 1'27.529 | 1'26"964 |          |
| 14   | 7  | ジェンソン・バトン         | ホンダ                     | RA107  | 1'27.540 | 1'27.264 |          |
| 15   | 17 | アレクサンダー・ヴルツ     | ウィリアムズ               | FW29   | 1'27.479 | 1'27.393 |          |
| 16   | 5  | フェリペ・マッサ           | フェラーリ                 | F2007  | 1'26.712 |          |          |
| 17   | 8  | ルーベンス・バリチェロ     | ホンダ                     | RA107  | 1'27.679 |          |          |
| 18   | 19 | スコット・スピード         | スクーデリア・トロ・ロッソ | STR2   | 1'28.305 |          |          |
| 19   | 14 | デビッド・クルサード       | レッドブル・レーシング     | RB3    | 1'28.579 |          |          |
| 20   | 18 | ヴィタントニオ・リウッツィ | スクーデリア・トロ・ロッソ | STR2   | 1'29.267 |          |          |
| 21   | 20 | エイドリアン・スーティル   | スパイカー                 | F8-VII | 1'29.339 |          |          |
| 22   | 21 | クリスチャン・アルバース   | スパイカー                 | F8-VII | 1'31.932 |          |          |

- コンディション：晴れ／ドライ，気温21℃，路面温度38℃
- 予選記録の単位は「分'秒.000」
- 情報は公式サイトとYahoo!によるもの。

## 決勝

### 展開
天候は快晴、気温22度、路面温度39度、湿度52％というコンディションでオーストラリアGPの決勝がスタート。
ちなみに予選16番手のフェリペ・マッサは、予選後のエンジン交換のペナルティで、最後尾から決勝に挑むこととなった。また予選22番手のクリスチャン・アルバースはピットからのスタートとなっている。
スタートで、3番グリッドからスタートしたニック・ハイドフェルド、4番グリッドからスタートしたルイス・ハミルトンが、1コーナーでフェルナンド・アロンソを交わして一つずつポジションアップ。一方、後方ではアンソニー・デビッドソンがスタートに失敗、コースに立ち往生し、21番手にまで順位を下げてしまう。
オープニングラップを終えた時点でのトップ10はキミ・ライコネン、ニック・ハイドフェルド、ルイス・ハミルトン、フェルナンド・アロンソ、ロバート・クビサ、ジャンカルロ・フィジケラ、マーク・ウェバー、ラルフ・シューマッハ、ヤルノ・トゥルーリ、佐藤琢磨という順位。
レース序盤、ライコネンがファステストを連発する速さをみせながら周回を重ね、少しずつ独走状態を築き始めていく。一方、11周目、クリスチャン・アルバースが3コーナーでコースオフ、バリアにヒット、リタイアとなる。14周目になると、2番手のハイドフェルドが1回目のピットイン。
レースの半分を終え、トップ10はライコネン、ハミルトン、アロンソ、クビサ、ハイドフェルド、フィジケラ、マッサ、ラルフ、ニコ・ロズベルグ、ヘイキ・コバライネンという順位。
トップを走るライコネンと2番手ハミルトンとの差は17.4秒、その後方アロンソとの差は18.8秒となり、ライコネンが圧倒的な速さを見せてレースは進んでいく。またスコット・スピードがこの周回でコースオフを演じ、アルバースに続いてリタイアとなった。
レース終盤に入っても、ライコネンの独走状態が続く。しかしその間、好位置を走行していたクビサが突然スローダウン。そのままクビサはピットへ向かいリタイアとなってしまう。
残り9周となったところでクルサードとブルツが接触、クルサードはブルツのマシンに乗り上げ、リタイア。ブルツは何とかコースに戻ったが、数周後、接触によるダメージでリタイアとなっている。クルサードのマシンがブルツの頭部をぎりぎりでかすめ、とても危険な接触だった。
そして一方、ライコネンは危なげない走りを見せ、そのままトップでチェッカー。
ライコネンは一昨年の日本GP以来の通算10回目の勝利、フェラーリ移籍後初となる勝利を挙げた。また、ポールポジション、優勝、ファステストラップを全て達成し、ハットトリックとなった。
またスーパーアグリは、10番グリッドからスタートした佐藤琢磨は12位、デビッドソンは16位でチェッカーを受け、開幕戦を2台完走で締めくくった。

### 結果
| 順位 | No | ドライバー                 | チーム                     | 周回 | タイム／リタイヤ | グリッド | ポイント |
| ---- | -- | -------------------------- | -------------------------- | ---- | ---------------- | -------- | -------- |
| 1    | 6  | キミ・ライコネン           | フェラーリ                 | 58   | 1:25'28.770      | 1        | 10       |
| 2    | 1  | フェルナンド・アロンソ     | マクラーレン               | 58   | +16.151          | 2        | 8        |
| 3    | 2  | ルイス・ハミルトン         | マクラーレン               | 58   | +23.953          | 4        | 6        |
| 4    | 9  | ニック・ハイドフェルド     | BMWザウバー                | 58   | +34.101          | 3        | 5        |
| 5    | 3  | ジャンカルロ・フィジケラ   | ルノー                     | 58   | +43.596          | 6        | 4        |
| 6    | 5  | フェリペ・マッサ           | フェラーリ                 | 58   | +46.717          | 16       | 3        |
| 7    | 16 | ニコ・ロズベルグ           | ウィリアムズ               | 57   | +1 Lap           | 12       | 2        |
| 8    | 11 | ラルフ・シューマッハ       | トヨタ                     | 57   | +1 Lap           | 9        | 1        |
| 9    | 12 | ヤルノ・トゥルーリ         | トヨタ                     | 57   | +1 Lap           | 8        |          |
| 10   | 10 | ヘイキ・コバライネン       | ルノー                     | 57   | +1 Lap           | 13       |          |
| 11   | 8  | ルーベンス・バリチェロ     | ホンダ                     | 57   | +1 Lap           | 17       |          |
| 12   | 22 | 佐藤琢磨                   | スーパーアグリ             | 57   | +1 Lap           | 10       |          |
| 13   | 15 | マーク・ウェバー           | レッドブル・レーシング     | 57   | +1 Lap           | 7        |          |
| 14   | 18 | ヴィタントニオ・リウッツィ | スクーデリア・トロ・ロッソ | 57   | +1 Lap           | 20       |          |
| 15   | 7  | ジェンソン・バトン         | ホンダ                     | 57   | +1 Lap           | 14       |          |
| 16   | 23 | アンソニー・デビッドソン   | スーパーアグリ             | 56   | +2 Laps          | 11       |          |
| 17   | 20 | エイドリアン・スーティル   | スパイカー                 | 56   | +2 Laps          | 21       |          |
| DNF  | 17 | アレクサンダー・ヴルツ     | ウィリアムズ               | 48   | アクシデント     | 15       |          |
| DNF  | 14 | デビッド・クルサード       | レッドブル・レーシング     | 48   | アクシデント     | 19       |          |
| DNF  | 10 | ロバート・クビサ           | BMWザウバー                | 36   | ギアボックス     | 5        |          |
| DNF  | 19 | スコット・スピード         | スクーデリア・トロ・ロッソ | 28   | スピン           | 18       |          |
| DNF  | 21 | クリスチャン・アルバース   | スパイカー                 | 10   | アクシデント     | 22       |          |

ファステストラップ：キミ・ライコネン　1'25.235（Lap 41）（平均車速223.978km/h）
- コンディション：晴れ／ドライ，気温21℃，路面温度41℃
- タイムの単位は、「時間:分'秒.000」
- 差の単位は「分'秒.000」
- 情報は公式サイトとYahoo!によるもの。